# لوگووایا (شهرستان گافوریسکی، باشقیرستان)
لوگووایا (انگلیسی: Lugovaya, Gafuriysky District, Republic of Bashkortostan) یک شهرک در شهرستان گافوریسکی استان باشقیرستان کشور روسیه است.